# Euselasia andreae
Euselasia andreae is een vlindersoort uit de familie van de prachtvlinders (Riodinidae), onderfamilie Euselasiinae.
Euselasia andreae werd in 1998 beschreven door Hall, J, Willmott & Busby.